# Herman Rottger
Herman Rottger (* 12. August 1881 in New York, USA; † 1917) war ein US-amerikanischer Schauspieler. 

## Leben
Rottger arbeitete als Lehrling bei einem Maurerunternehmen, 1905 begann er als Schauspieler in Theatern zu arbeiten. Seinen ersten Film drehte er 1907 mit Sidney Olcott, einen Kurzfilm zu Ben Hur (1907). Er drehte dann bis 1915 kleinere Filme. 
1916 wurde er zur US-Army eingezogen, als die Vereinigten Staaten in den Ersten Weltkrieg eingriff. 1917 starb Herman auf Seiten der Entente bei einem Giftgasangriff von österreich-ungarischen Soldaten.

## Filmografie
- 1907: Ben Hur
- 1914: Love's Old Dream
- 1914: Bunny's Mistake